# Индалпин
Индалпи́н, продаваемый под торговой маркой Upstène, является селективным ингибитором обратного захвата серотонина (СИОЗС), который некоторое время продавался как антидепрессант. Он продавался во Франции и нескольких других европейских странах.
Индалпин был открыт в 1977 году и был представлен для медицинского применения во Франции в 1983 году. Два года спустя, в 1985 году, он был отозван с рынка из-за токсичности. Иногда говорят, что индалпин был первым СИОЗС. Однако ему предшествовал СИОЗС зимелидин (Зелмид), который был открыт в 1969 году и был представлен на рынке в 1981 году (затем также отозван из-за токсичности в 1983 году).

## Фармакодинамика
Индалпин — селективный ингибитор обратного захвата серотонина (СИОЗС) и антигистаминный препарат.

## Синтез
Металлизация индола (1) с использованием метилмагнийиодида образует органомагниевое производное (2), которое реагирует с 1-бензилоксикарбонил-4-пиперидил-ацетилхлоридом (3) с образованием (4). Катализируемое кислотой удаление бензилоксикарбонильной (Cbz) защитной группы даёт кетон (5). Восстановление с помощью литийалюминийгидрида даёт индалпин.

## История
Патент на индалпин был подан в 1976 году и выдан в 1977 году. Он был выпущен на рынок компанией Fournier Frères-Pharmuka во Франции в 1983 году. Препарат был отозван с рынка из-за токсичности, включая нейтропению или агранулоцитоз, а также гепатоканцерогенность, 2 года спустя, в 1985 году. Препарат никогда не был представлен в Соединенных Штатах. Индалпин был получен путем структурной модификации антигистаминных препаратов.
Он был открыт в 1977 году фармакологами Ле Фуром и Узаном из Pharmuka, небольшой французской фармацевтической фирмы, которые приписывают Барону Шопсину и его коллегам из NYU-Bellevue или Медицинской школы NYU в Нью-Йорке предоставление основы для своей работы. На них особенно повлияла серия «исследований ингибиторов синтеза», проведенных командой Шопсина в начале-середине 1970-х годов, и в частности клинический отчет Шопсина и др. (1976), касающийся быстрого обращения PCPA антидепрессивного ответа на транилципромин у пациентов с депрессией. Это привело к пониманию роли моноаминового нейротрансмиттера серотонина (5-гидрокситриптамина, или 5HT) в терапевтических эффектах доступных трициклических и антидепрессантов класса ИМАО. Исследования привели к широкому признанию серотониновой гипотезы депрессии, что противоречит теориям, пропагандирующим роль норадреналина.
Хотя циталопрам и зимелидин были разработаны в начале 1970-х годов, именно индалпин компании Pharmuka первым вышел на рынок. Барон Шопсин был нанят в качестве консультанта компании Pharmuka на протяжении всего процесса исследований и разработок, который привел к выводу индалпина на рынок во Франции, а затем и по всему миру в 1982 году. После одобрения FDA заявки Pharmuka на проведение клинических исследований нового препарата (IND) с индалпином и виквалином, Шопсин провел и опубликовал первые клинические испытания этих препаратов на амбулаторных пациентах с депрессией в Соединенных Штатах. СИОЗС зимелидин компании Astra был выпущен на рынок в течение года (1983), но следующая партия СИОЗС не стала коммерчески доступной до 1986 года, когда в Бельгии компанией Duphar был выпущен на рынок флувоксамин, за которым последовало одобрение в Соединенных Штатах в том же году. Флуоксетин (Прозак) компании Lilly был одобрен в США в 1987 году.
Между тем, зимелидин был отозван вскоре после его продажи в 1983 году из-за появления синдрома Гийена-Барре, серьезного неврологического заболевания. В связи с сохраняющейся обеспокоенностью среди некоторых стран Общего рынка и групп активистов относительно потенциала СИОЗС вызывать побочные эффекты, а также с сообщениями о связи между индалпином и гематологическими эффектами, которые появились после поглощения Фармуки Роном Пуленком, индалпин был внезапно снят с рынка Роном Пуленком. Ирландский психиатр Дэвид Хили охарактеризовал индалпин как «родившийся не вовремя» в период, когда «индалпин и психиатрия находились под осадой» различных групп интересов в некоторых странах Общего рынка. В соответствии с судьбой индалпина, исследования и разработки были остановлены в отношении двух других производных 4-алкилпиперидина, разработанных Pharmuka, виквалина (агент, высвобождающий серотонин) и пипеквалина (положительный аллостерический модулятор рецептора ГАМКA), оба находившихся на разных стадиях разработки в то время.
В 2010 году пересмотр этого молекулярного мотива дал ингибиторы SERT с наномолярными и субнаномолярными значениями IC50.

## Названия
Indalpine — это общее название препарата, а также его международное непатентованное название МНН. Он также был известен под своим кодовым названием LM-5008. Препарат продавался под торговой маркой Upstène.